# Colonna, Rom
Colonna är en stadsdel i västra Rom och tillika ett av Roms rioni. Namnet ”Colonna” syftar på Marcus Aurelius-kolonnen.

## Kyrkor i urval
- Sant'Andrea delle Fratte
- Santi Bartolomeo e Alessandro dei Bergamaschi
- San Giuseppe a Capo le Case
- Santi Ildefonso e Tommaso da Villanova
- San Lorenzo in Lucina
- San Macuto
- Santa Maria in Aquiro
- Santa Maria d'Itria
- Santa Maria Maddalena
- Re Magi
- San Silvestro in Capite

### Rivna kyrkor
- Oratorio di Sant'Andrea Apostolo
- Sant'Andrea della Colonna
- Santa Croce a Montecitorio
- Santa Francesca Romana a Strada Felice
- San Giovanni in Capite
- Madonna della Carità del Letterato
- Santa Maria Maddalena delle Convertite
- Santa Maria della Pietà
- San Nicola de Forbitoribus
- San Paolo alla Colonna
- Santo Stefano del Trullo
- Santissima Trinità della Missione

## Piazzor i urval
- Piazza Colonna
- Piazza della Rotonda
- Piazza di Montecitorio
- Piazza del Parlamento
- Piazza di Sant'Ignazio